# Damien Broderick
Damien Francis Broderick (Melbourne, 1944. április 22. – 2025. április 19.) többszörös Ditmar-díjas ausztrál sci-fi író és szerkesztő, mintegy 70 könyv alkotója. A fantasztikus regények mellett – kollégájával, Rory Bernesszal közösen – krimiket is ír. Első írása, a The Sea's Furthest End John Carnell antológiájában, a New Writings in SF 1-ben jelent meg 1964-ben. 1980-ban indította útjára (első kötetével: The Dreaming Dragons) az időutazásokkal, újragondolt mitológiákkal és merész ötletekkel teli The Faustus Hexagram ciklusát.

## Művei
- The Sea's Furthest End (kisregény , 1964)
- A Man Returned (novelláskötet, 1965)
- Sorcerer's World (1970)
- The Dreaming Dragons (1980) Ditmar-díj, 1981
- Transmitters (1984) Ditmar-díj, 1985
- Striped Holes (1988) Ditmar-díj, 1989
- The White Abacus[4] (regény, 1997) Ditmar-díj 1998

### Magyarul megjelent művei
- Minden tegnapom; ford. Karig Sára; in: Égtájak 1977, antológia
- Lenni vagy nem lenni; ford. Galambos Dalma; Metropolis Media, Bp., 2010 (Galaktika Fantasztikus Könyvek)